# Les Gaietés de la correctionnelle
Cet article concerne la série télévisée judiciaire. Pour le film de Steno, voir Les Gaîtés de la correctionnelle.
Les Gaietés de la correctionnelle est une série télévisée française en 20 épisodes de 13 minutes, diffusée entre le 16 mars 1981 et le 14 août 1981 sur Antenne 2.

## Synopsis
Cette série met en scène des affaires cocasses plaidées dans les tribunaux français.

## Distribution

### Les présidents de correctionnelle
- Henri Tisot
- Alfred Adam
- Jacqueline Gauthier

### Fiche technique
- Réalisateur : Joannick Desclercs[1]
- Production : Antenne 2
- Genre : Comédie
- Création : ( France)
- Diffusion : 1981

### Les Substituts
- Bernard Cara
- Jean Champion
- Rachel Boulenger

### Les Avocats
- Bernard Pinet
- Jacques Bouanich

## Épisodes
1. Gribouille au volant
2. Le Prestige de l'uniforme
3. La Fontaine Wallace
4. Les Ploucs
5. Un naturiste fervent
6. Le Divorce nostalgique
7. Le Petit qui avait peur des gros
8. Hep taxi!
9. Un gendre vindicatif
10. La Part du feu
11. Une dame de qualité
12. L'Escroque monsieur
13. Les Collégiens prolongés
14. Les Demoiselles du téléphone
15. Les Cloches de Pâques
16. Le Clochard qui revient de loin
17. La Calamity du XIIIe
18. L'Amoureux opiniâtre
19. Un homme tranquille
20. La Punaise du Banana